# Páginas Recolhidas

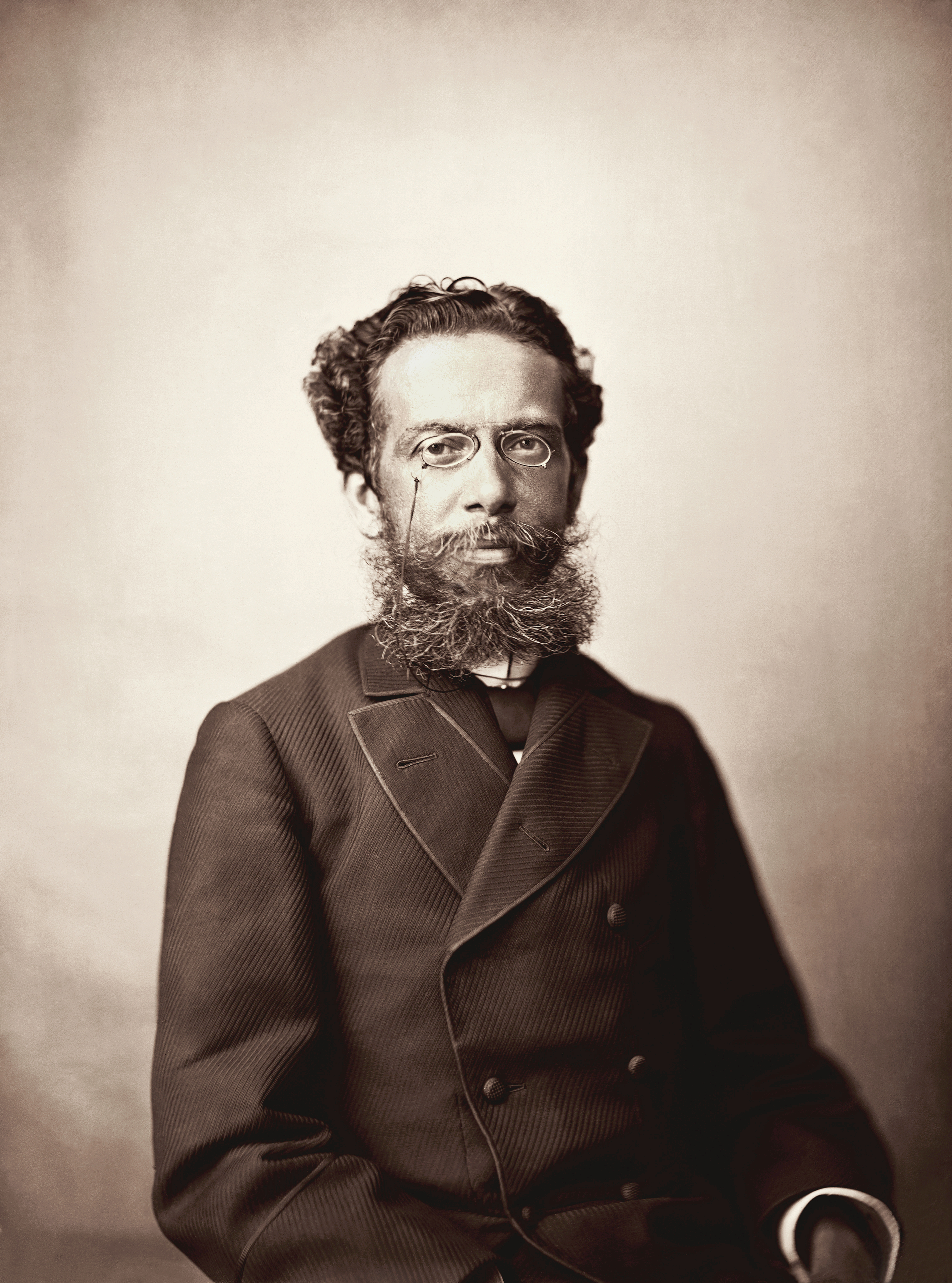
Machado de Assis

Páginas Recolhidas é um livro com dezoito textos de diferentes gêneros – oito contos, seis crônicas, um discurso, uma peça teatral, uma crítica literária e uma página de reminiscências – do escritor brasileiro Machado de Assis, lançado em 1899. A epígrafe cita uma frase do livro I, cap. XLVI dos Ensaios de Montaigne: Quelque diversité d'herbes qu'il y ayt, tout s'enveloppe sous le nom de salade. (Por grande que seja a diversidade das ervas, chamam a tudo salada'), em alusão à variedade de textos do livro, conforme esclarece o prefácio: “Montaigne explica pelo seu modo dele a variedade deste livro.” Algumas edições do livro, em especial as eletrônicas, incluem apenas os contos, omitindo os demais textos.

## Textos incluídos
CONTOS:
1) O Caso da Vara
Conto de crítica social publicado originalmente na Gazeta de Notícias de 1o de fevereiro de 1891. Escrito menos de dois anos após a libertação dos escravos, este é um dos poucos contos – os outros são “Mariana” (primeira versão, no Jornal das Famílias de janeiro de 1871) e “Pai Contra Mãe” (Relíquias de Casa Velha) – em que Machado denuncia abertamente a situação degradante dos escravizados. Damião foge do seminário e busca refúgio na casa da viúva Sinhá Rita, “querida” (amante?) de João Cosme, padrinho do rapaz. Ela intima o padrinho a convencer o pai de Damião a não mandá-lo de volta ao seminário. Em paralelo a esta trama principal, Damião promete apadrinhar “uma negrinha, magricela, um frangalho de nada, com uma cicatriz na testa e uma queimadura na mão esquerda” (chamada Lucrécia), cria de Sinhá Rita, a fim de salvá-la de ser castigada com uma surra de vara (daí o título do conto), mas na hora H... “O conto reafirma o quanto Machado era crítico de sua sociedade, não o escritor alienado que às vezes se imagina.” “Aqui, novamente, sinhá Rita não é uma monstra. Nem o seu cúmplice de ocasião, Damião. E o espancamento de Lucrécia não é nem ilegal, nem contra os costumes ou a moral. E isso é o pior de tudo – é o que nos diz esse conto de Machado.”
TRECHO: Sinhá Rita pegou de uma vara que estava ao pé da marquesa, e ameaçou-a:
– Lucrécia, olha a vara!
A pequena abaixou a cabeça, aparando o golpe, mas o golpe não veio. Era uma advertência; se à noitinha a tarefa não estivesse pronta, Lucrécia receberia o castigo do costume.
2) O Dicionário
Conto satírico, que beira ao nonsense, publicado originalmente na Gazeta de Notícias de 1o de março de 1885. “Uma alegoria – uma fantasia muito calcada na realidade – que satiriza todo e qualquer autoritarismo.” Este conto descreve como um tanoeiro demagogo chamado Bernardino se tornou rei e mudou seu nome para Bernardão, e abusou de seu poder para tentar se casar com uma mulher chamada Estrelada. Bernardão é descrito como controlador e usou seu poder em várias instâncias para forçar todos os seus súbditos a ter as mesmas falhas que ele. Por exemplo, ele era calvo, por isso decretou que todos os seus súbditos também deveriam ser calvos, seja naturalmente ou por navalha. Bernardão gostava de uma mulher chamada Estrelada e lhe deu muitos presentes, mas ela ainda assim o rejeitou. Estrelada finalmente decidiu iniciar um concurso de madrigais e se casaria com o vencedor. Ela secretamente preferia um dos competidores, um poeta. Para tentar vencer, Bernardão mudou as regras de tempo em tempo, chegando a decretar que todos os dicionários fossem coletados e substituídos por um vocabulário completamente novo, mas mesmo assim Bernardão perdeu. Os versos finais, que citam os pintores Apeles, Rubens e Rafael, foram extraídos da “Sátira II” das Obras poéticas de Pedro António Correia Garção.
TRECHO: […] um livro a que chamaram Dicionário de Babel, porque era realmente a confusão das letras. Nenhuma locução se parecia com a do idioma falado, as consoantes trepavam nas consoantes, as vogais diluíam-se nas vogais, palavras de duas sílabas tinham agora sete e oito, e vice-versa, tudo trocado, misturado, nenhuma energia, nenhuma graça, uma língua de cacos e trapos.
3) Um Erradio
Conto publicado originalmente na revista quinzenal A Estação entre 15 de setembro e 30 de novembro de 1894. “O conto [...] lança mão do recurso da 'história dentro da história' para traçar o perfil de um homem singular, de grande talento mas desleixado, o Elisiário, desde a época de sua amizade com um grupo de estudantes mais jovens (do qual faz parte o narrador) até seu casamento com uma moça 'mais feia que bonita' que acredita poder ajudá-lo a explorar melhor seu talento. O que acho incrível neste conto é a caminhada que ele faz, altas horas da noite, do Centro até São Cristóvão. Quem é que se aventuraria a fazer esse mesmo percurso a pé nesse horário hoje em dia?”
TRECHO: Aí tens o que era esse homem fotografado em 1862. Em suma, boa criatura, muito talento, excelente conversador, alma inquieta e doce, desconfiada e irritadiça, sem futuro nem passado, sem saudades nem ambições, um erradio. 
4) Eterno!
Conto psicológico com pitadas de romantismo publicado originalmente na Gazeta de Notícias de 9 de setembro de 1887. Nele, “o que acontece é a desconstrução do sublime que poderia estar contido no adjetivo 'eterno', sobretudo quando, pela óptica romântica, vem associado ao substantivo 'amor'." Norberto, apaixonado por uma mulher casada por quem jura sentir um amor eterno, uma baronesa apelidada de Iaiá Lindinha, desespera-se ao saber que ela e o barão voltarão para a Bahia, e pede conselhos ao amigo (Simeão Antônio de Barros), o narrador da história. Por acaso, este também vai se mudar para a casa de um tio na Bahia para lá concluir seus estudos, e promete sondar a baronesa sobre seus sentimentos em relação ao amigo Norberto. O barão acaba morrendo, e o narrador acaba esquecendo sua promessa ao Norberto e casando com a baronesa. Quando ele e a baronesa viajam para o Rio, Simeão fica sabendo que Norberto está casado e vai visitá-lo no Rio Comprido. O amigo agora declara seu amor eterno pela esposa Carmela, o que leva o narrador da história a refletir sobre “O que é eterno?”, daí o título do conto.
TRECHO: – O que é eterno, Iaiá Lindinha?

Ela, suspirando:

– Ingrato! É o amor que te tenho.
5) Missa do Galo
Conto publicado originalmente na revista A Semana de 12 de maio de 1894. “A história, de uma simplicidade franciscana, narra a conversa, na noite de Natal, entre um rapaz de dezessete anos e uma mulher casada de trinta, cujo marido a trai. O principal aqui não é o dito, mas o não dito, não é a conversa em si, mas o que passa pela cabeça dos dois interlocutores durante a conversa, que Machado deixa para a imaginação do leitor. Naquela época o Natal brasileiro ainda não se germanizara. Em vez de árvore de Natal e troca de presentes, ia-se à Missa do Galo. José Veríssimo, em resenha na “Revista Literária” do Jornal do Comércio de 19 de setembro de 1899, escreveu sobre este conto: “Dos contos coligidos neste livro 'Missa do Galo' me parece um dos melhores que haja escrito o autor. A análise de certo sentimento ou antes de um desejo, que eu não posso dizer aqui, é feita com uma sutileza, aguda e delicada a um tempo, raramente vista. É com isto verdadeiro, humano, como é […] toda a obra do Sr. Machado de Assis.”
TRECHO: Pouco a pouco, tinha-se inclinado; fincara os cotovelos no mármore da mesa e metera o rosto entre as mãos espalmadas. Não estando abotoadas, as mangas caíram naturalmente, e eu vi-lhe metade dos braços, muito claros, e menos magros do que se poderiam supor.
6) Ideias de Canário
Conto genial, do gênero fantástico ou alegórico, onde Machado mostra toda sua inventividade e imaginação, sobre um canário falante. Publicado originalmente na Gazeta de Notícias de 15 de novembro de 1895 com o título “Que é o mundo?”. Este conto mostra a interação entre um homem, Macedo, e um canário de uma loja de belchior. Macedo entra na loja, vendo principalmente lixo, mas encontra um canário brilhante em uma gaiola no canto que desperta seu interesse. O canário fala com ele, acreditando ser o governante do mundo, mas o mundo só consiste na loja de belchior (o que hoje chamamos de “brechó”). Fascinado por esse canário ingênuo, Macedo compra a ave e uma gaiola vasta, e o instala em sua varanda, com uma bela vista de jardins e céu. No entanto, o canário ainda acredita ser o governante de seu novo mundo, só que agora ele é o governante da varanda, do jardim e do céu. Eventualmente, o canário escapa; quando Macedo o encontra novamente, ele se declara governante do mundo em que agora vive, esquecendo completamente da loja de belchior. “Nesta narrativa o que está em jogo é a relativização de absolutos, já que as diferentes concepções de mundo apresentadas variam de acordo com as circunstâncias.” O conto pode ser visto como uma alegoria à pretensão do ser humano, com o avanço da ciência, de conhecer toda a realidade. Será que não existe algo oculto “fora da nossa gaiola”? 
TRECHO: O mundo [...] é uma loja de belchior, com uma pequena gaiola de taquara, quadrilonga, pendente de um prego; o canário é senhor da gaiola que habita e da loja que o cerca. Fora daí, tudo é ilusão e mentira.
7) Lágrimas de Xerxes
Conto filosófico inédito, não publicado antes na imprensa, sobre a brevidade da vida, em forma de diálogo entre Romeu, Julieta e Frei Lourenço. Nele o autor mescla elementos das Histórias (VII.44-46) de Heródoto com a tragédia de Romeu e Julieta de Shakespeare. 
Romeu e Julieta querem que Frei Lourenço os case ao ar livre, sob a luz da primeira estrela “que começa a cintilar no espaço”. O frade prefere casá-los no altar da igreja, à luz das velas. Ele conta então um episódio, narrado por Heródoto, em que o rei persa Xerxes, ao subir numa montanha para contemplar seu poderoso exército ao invadir a Grécia, chorou pela primeira vez na vida ao pensar que, dentro de cem anos, todos aqueles valentes soldados estariam mortos. Prossegue o frade (agora não mais citando Heródoto) que os ventos lhe contaram que conduziram as lágrimas de Xerxes espaço afora até enfim transformá-las na estrela brilhante sob a qual Julieta queria se casar, “estrela feita das lágrimas que a brevidade da vida arrancou um dia ao orgulho humano”. Por isso prefere casá-los no altar, onde “a benta vela arde depressa e morre às nossas vistas”.
TRECHO: Chorou, é certo, logo depois, tão depressa acabara de rir. A cara embruscou-se-lhe de repente, e as lágrimas saltaram-lhe grossas e irreprimíveis. Um tio do guerreiro, que ali estava, interrogou-o espantado; ele respondeu melancolicamente que chorava, considerando que de tantos milhares e milhares de homens que ali tinha diante de si, e às suas ordens, não existiria um só ao cabo de um século. 
8) Papéis Velhos
Conto sobre o efeito da passagem do tempo publicado originalmente na Gazeta de Notícias de 14 de março de 1883. O deputado Brotero, passado para trás numa reforma ministerial, no meio da noite escreve uma carta raivosa ao presidente do conselho de ministros renunciando ao cargo, com a intenção de enviá-la no dia seguinte. Põe-se a ler antigas cartas (os “papéis velhos” do título) sobre amores do passado e percebe que aquelas sensações, que outrora tanto o abalaram, agora nada mais significam. Quem sabe o mesmo não ocorrerá com a tal reforma que agora o abala? Resolve não mandar mais a carta e juntá-la aos papéis velhos.
TRECHO: Lembrou-se de um amigo que lhe dizia que, em todas as dificuldades da vida, olhasse para o futuro. Que futuro? Ele não via nada. 
TEXTOS ADICIONAIS:
9) A Estátua de José de Alencar
Discurso de 1891 da cerimônia do lançamento da pedra fundamental da estátua de José de Alencar, que se ergue até hoje perto do Largo do Machado.
10) Henriqueta Renan
Artigo sobre a correspondência e o relacionamento do escritor Renan com sua irmã Henriqueta (Henriette), publicado na Revista Brasileira de outubro de 1896. 
11) O Velho Senado
Crônica de reminiscências políticas publicada originalmente na Revista Brasileira de junho de 1898.
12) Tu, Só Tu, Puro Amor
Peça teatral em um ato sobre os amores de Camões escrita para as comemorações do tricentenário da morte do poeta, em 1880. Foi publicada na Revista Brasileira de 1o de julho de 1880 e, no ano seguinte, em livro, numa tiragem de cem livros numerados e assinados pelo autor. A peça “evoca com muita propriedade a atmosfera da corte portuguesa de meados do século XVI, reproduzindo a sua linguagem particular, os seus costumes, valores e rigidez moral.”
13-18) Entre 1892 e 1894
Seis crônicas publicadas originalmente (sem os títulos acrescentados no livro) na coluna “A Semana” do jornal Gazeta de Notícias: 13) “Vae Soli!” (sobre um anúncio matrimonial de uma viúva, 17/7/1892), 14) “Salteadores da Tessália” (prisão de um grupo de deputados gregos que participavam de uma quadrilha de salteadores na Tessália, 26/11/1893), 15) “O Sermão do Diabo” (paródia satírica ao Sermão da Montanha, 4/9/1892), 16) “Canção de Piratas” (poemas sobre piratas, 2/7/1894), 17) “Garnier” (morte do livreiro B. L. Garnier, 8/10/1893) e 18) “A Cena do Cemitério” (mistura de uma passagem do Hamlet com a crise do encilhamento, 3/6/1894).